# Liste der Biografien/Pug
Liste der Biografien |
Portal Biografien |
Personensuche
# |
A |
B |
C |
D |
E |
F |
G |
H |
I |
J |
K |
L |
M |
N |
O |
P |
Q |
R |
S |
T |
U |
V |
W |
X |
Y |
Z |
?
 
Pa |
Pc |
Pe |
Pf |
Ph |
Pi |
Pj |
Pk |
Pl |
Pm |
Pn |
Po |
Pr |
Ps |
Pt |
Pu |
Pv |
Pw |
Py
 
Pua |
Pub |
Puc |
Pud |
Pue |
Puf |
Pug |
Puh |
Pui |
Puj |
Puk |
Pul |
Pum |
Pun |
Puo |
Pup |
Pur |
Pus |
Put |
Puu |
Puv |
Puy |
Puz
Die Liste der Biografien führt alle Personen auf, die in der deutschsprachigen Wikipedia einen Artikel haben. Dieses ist eine Teilliste mit 84 Einträgen von Personen, deren Namen mit den Buchstaben „Pug“ beginnt.

## Pug

### Puga
- Puga, Antonio (1602–1648), spanischer Maler
- Puga, María Luisa (1944–2004), mexikanische Schriftstellerin
- Pugach, Dan (* 1983), israelischer Jazzmusiker (Schlagzeug)
- Pugaci, Igor (* 1975), moldauischer Radrennfahrer
- Puganigg, Ingrid (* 1947), österreichische Schriftstellerin
- Pugatschenkowa, Galina Anatoljewna (1915–2007), sowjetisch-usbekische Archäologin, Kunstwissenschaftlerin und Hochschullehrerin
- Pugatschow, Jemeljan Iwanowitsch († 1775), russischer Don-Kosake und der Anführer des Bauernaufstands (1773–1775)
- Pugatschow, Sergei Wiktorowitsch (* 1963), russischer Oligarch und ehemaliger Bankier
- Pugatschow, Wiktor Georgijewitsch (* 1948), russischer Pilot
- Pugatschow, Wladimir Semjonowitsch (1911–1998), sowjetischer Mathematiker
- Pugatschowa, Alla Borissowna (* 1949), bedeutende russisch-sowjetische Estrada-Sängerin und KomponistinAlla Borissowna Pugatschowa (* 1949)

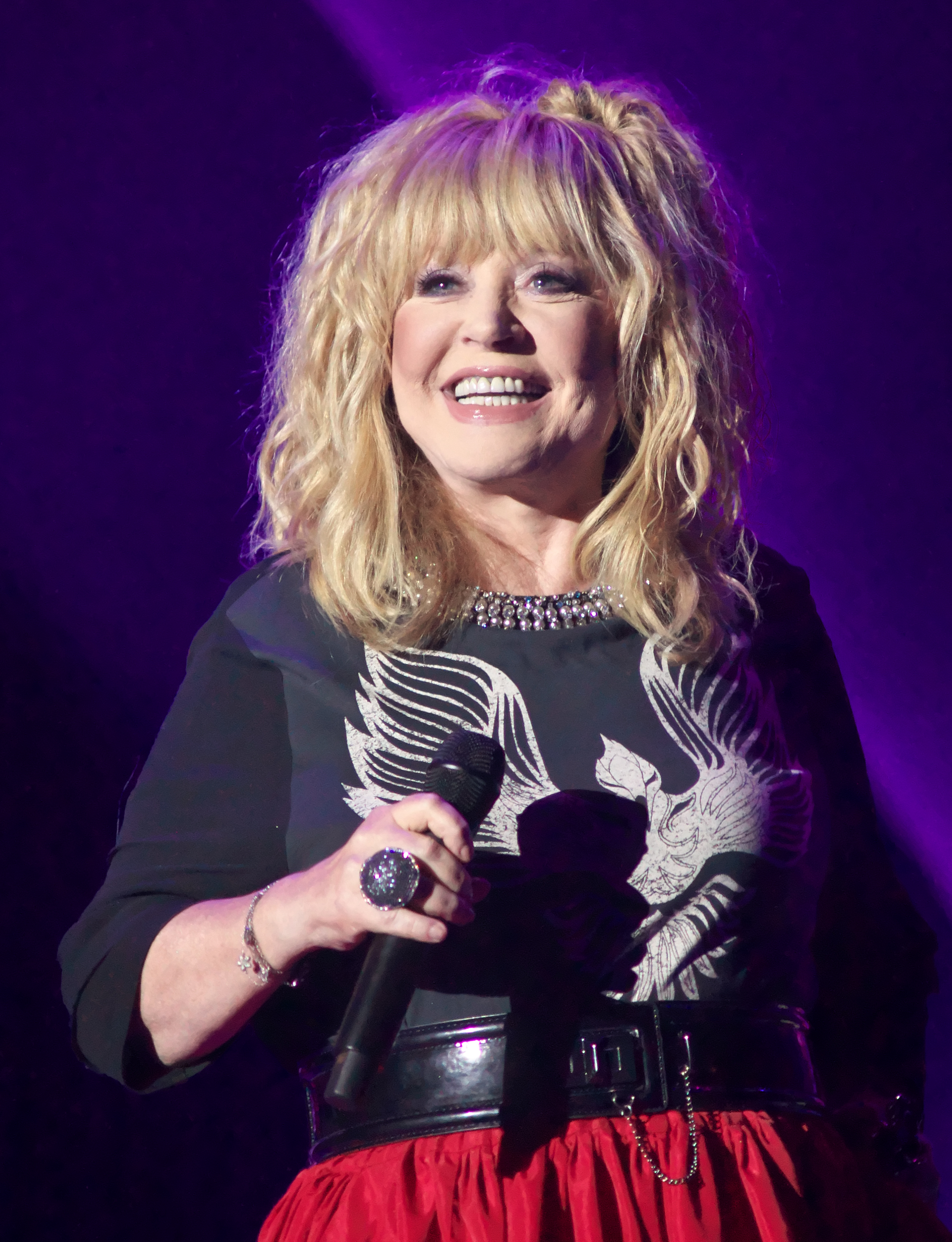
Alla Borissowna Pugatschowa (* 1949)

- Pugatschowa, Walentina Iwanowna (1935–2008), sowjetische bzw. russische Schauspielerin und Synchronsprecherin

### Puge
- Puget, André (1882–1915), französischer Fußballspieler
- Puget, Henri (* 1813), französischer Opernsänger (Tenor)
- Puget, Jade (* 1973), US-amerikanischer Gitarrist der Band AFI
- Puget, Jean-Loup (* 1947), französischer Astrophysiker
- Puget, Paul (1848–1917), französischer Komponist
- Puget, Peter (1765–1822), britischer Offizier der Royal Navy
- Puget, Pierre (1620–1694), französischer Maler, Bildhauer und Architekt des Barocks

### Pugg
- Puggaard, Berit (* 1972), dänische Schwimmerin
- Puggaard-Müller, Bjørn (1922–1989), dänischer Schauspieler
- Puggé, Eduard (1802–1836), deutscher Jurist, Vertreter der historischen Rechtsschule
- Pügge, Torsten (* 1961), deutscher Fußballspieler
- Puggioni, Christian (* 1981), italienischer Fußballtorhüter
- Puggioni, Giovanni (* 1966), italienischer Leichtathlet

### Pugh
- Pugh Olavarría, Kenneth (* 1959), chilenischer Marineoffizier und Politiker
- Pugh, Arthur (1870–1955), britischer Gewerkschafter
- Pugh, Charles C. (* 1940), US-amerikanischer Mathematiker
- Pugh, Clifton (1924–1990), australischer Maler
- Pugh, Danny (* 1982), englischer Fußballspieler
- Pugh, Derek (1926–2008), britischer Leichtathlet
- Pugh, Derek S. (1930–2015), britischer Organisations-Psychologe, Consultant und Hochschullehrer
- Pugh, Duncan (1974–2023), australischer Bobfahrer
- Pugh, Florence (* 1996), britische FilmschauspielerinFlorence Pugh (* 1996)

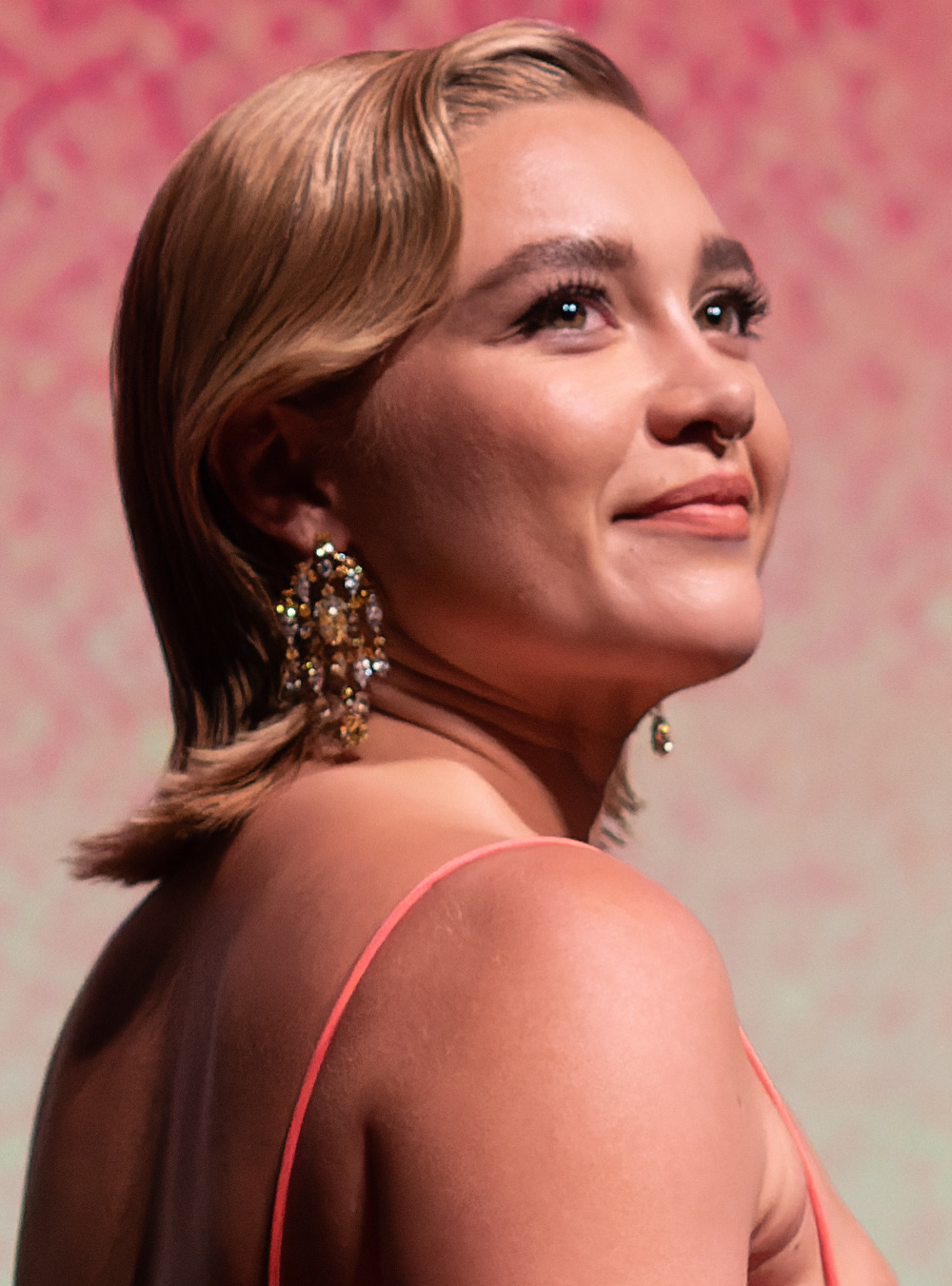
Florence Pugh (* 1996)

- Pugh, George E. (1822–1876), US-amerikanischer Politiker (Demokratische Partei)
- Pugh, James E. (* 1950), amerikanischer Jazzmusiker (Posaune, Komposition)
- Pugh, James L. (1820–1907), US-amerikanischer Politiker (Demokratische Partei)
- Pugh, Jessica (* 1997), englische Badmintonspielerin
- Pugh, Jethro (1944–2015), US-amerikanischer American-Football-Spieler und Unternehmer
- Pugh, Jim (* 1964), US-amerikanischer Tennisspieler
- Pugh, John (1761–1842), US-amerikanischer Politiker
- Pugh, John H. (1827–1905), US-amerikanischer Politiker
- Pugh, John R. (1909–1994), US-amerikanischer Offizier, Generalmajor der US-Army
- Pugh, Justin (* 1990), US-amerikanischer American-Football-Spieler in der National Football League (NFL)
- Pugh, Lance (1919–1999), kanadischer Radrennfahrer
- Pugh, Lewis (* 1969), britischer Extremsportler
- Pugh, Madelyn (1921–2011), US-amerikanische Drehbuchautorin und Fernsehproduzentin
- Pugh, Martin (* 1947), britischer Historiker
- Pugh, Robert (* 1950), britischer Schauspieler und Drehbuchautor
- Pugh, Samuel Johnson (1850–1922), US-amerikanischer Politiker
- Pugh, Sidney (1919–1944), englischer Fußballspieler
- Pugh, Vernon (1945–2003), walisischer Rugbyspieler, Sportmanager und Anwalt
- Pughe, John Samuel (1870–1909), US-amerikanischer Karikaturist

### Pugi
- Pugi, Guglielmo († 1915), florentiner Bildhauer
- Pugin, Augustus Welby Northmore (1812–1852), englischer Architekt und Architekturtheoretiker
- Puginier, Paul-François (1835–1892), französischer römisch-katholischer Ordensgeistlicher und Apostolischer Vikar von West-Tonking

### Pugl
- Puglia, Frank (1892–1975), italienisch-amerikanischer Schauspieler
- Puglielli, Eros (* 1973), italienischer Filmregisseur und Drehbuchautor
- Puglierin, Jana (* 1978), deutsche PolitikwissenschaftlerinJana Puglierin (* 1978)

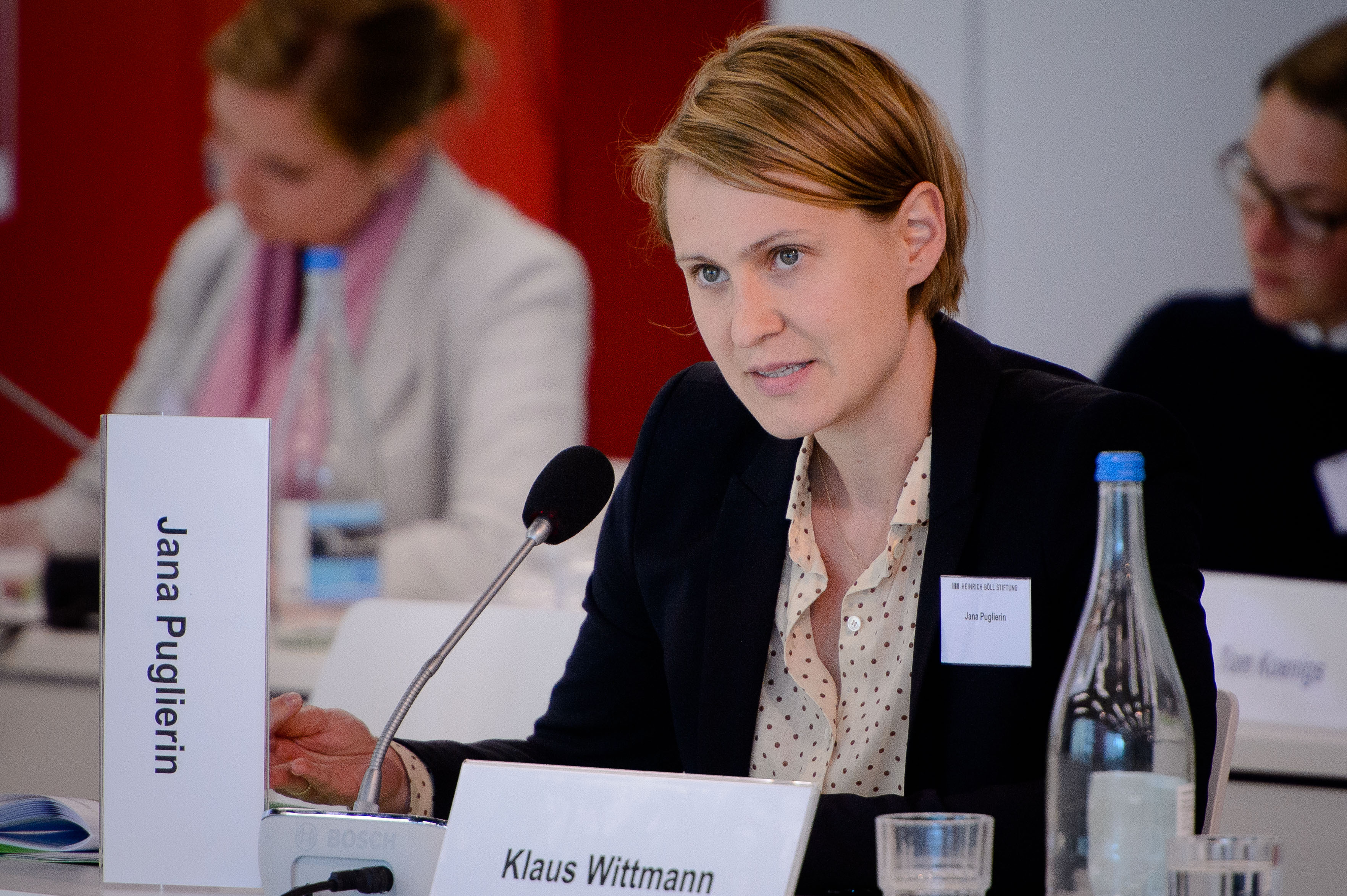
Jana Puglierin (* 1978)

- Pugliese Carratelli, Giovanni (1911–2010), italienischer Althistoriker
- Pugliese, Emanuele (1874–1967), italienischer General
- Pugliese, Giovanni (1914–1995), italienischer Rechtswissenschaftler, Rechtshistoriker und Hochschullehrer
- Pugliese, Jim (* 1952), amerikanischer Schlagwerker
- Pugliese, Oronzo (1910–1990), italienischer Fußballspieler und -trainer
- Pugliese, Osvaldo (1905–1995), argentinischer Musiker
- Pugliese, Patrick (1952–2020), kanadischer Wasserballspieler
- Pugliese, Vinney, US-amerikanischer Schauspieler
- Puglioli, Mirko (* 1973), italienischer Radrennfahrer
- Puglisi, Cayetano (1902–1968), argentinischer Tangogeiger, Bandleader und Komponist italienischer Herkunft
- Puglisi, Fabrizio (* 1969), italienischer Jazzpianist
- Puglisi, Giuseppe (1937–1993), sizilianischer Priester und Anti-Mafia Aktivist
- Puglisi, Marcello (* 1986), italienischer Automobilrennfahrer

### Pugn
- Pugnani, Gaetano (1731–1798), italienischer Violinist und Komponist
- Pugni, Cesare (1802–1870), italienischer Komponist
- Pugno, Raoul (1852–1914), französischer Pianist, Organist, Komponist und Musikpädagoge

### Pugo
- Pugo, Boris Karlowitsch (1937–1991), lettisch-sowjetischer Politiker
- Pugowitschnikowa, Ljubow Michailowna (* 1958), sowjetische Radrennfahrerin
- Pugowkin, Michail Iwanowitsch (1923–2008), sowjetischer bzw. russischer Schauspieler

### Pugs
- Pugsley, Alfred (1903–1998), britischer Bauingenieur
- Pugsley, Cornelius Amory (1850–1936), US-amerikanischer Politiker
- Pugsley, Herbert William (1868–1947), englischer Botaniker
- Pugsley, Jacob J. (1838–1920), US-amerikanischer Politiker
- Pugsley, William (1850–1925), kanadischer Politiker, Bundesminister, Premier und Vizegouverneur von New Brunswick

### Pugz
- Pugzík, Antonín (* 1955), tschechischer Offizier